# Turó de Torreferrera
El Turó de Torreferrera (ICGC) o Torrefera és una muntanya de 202 metres que fa frontera entre els municipis de Sant Cugat del Vallès i Cerdanyola del Vallès, a la comarca del Vallès Occidental.